# Veredy Gyula
Veredy Gyula, születési nevén Witzmann Gyula (Apatin, 1897. május 5. – Budapest, 1976. szeptember 7.) magyar könyvtáros, a tizedes osztályozás (ETO) hazai elterjesztője, Balázs Sándorné Veredy Katalin könyvtáros édesapja.  

## Életpályája
1921-től 1946-ig a Fővárosi Könyvtár, 1947-től 1961-ig az Országos Széchényi Könyvtár munkatársa volt. 

### Az ETO elterjesztője
Tevékenysége középpontjában a tizedes osztályozás hazai elterjesztése állt. 1929 és 1943 között elkészítette a Fővárosi Könyvtár osztályozási táblázatait, majd az ő szerkesztésében jelent meg 1950–1955 között az Egyetemes tizedes osztályozás, rövidített táblázatok köteteinek négy kiadása. 1952–1967 között az Országos Osztályozó Bizottság elnöke volt és irányította az ETO hivatalos magyarországi kiadásának munkálatait.

### Társadalmi szerepvállalása
1937-ben tagja volt a Párizsban az első dokumentációs világkongresszuson részt vevő magyar küldöttségnek. 1939 és 1945 között a Magyar Könyvtárosok és Levéltárosok Egyesületének főtitkára volt.

### Bibliográfusként
1926 és 1948 között a Városi Szemle állandó szakbibliográfiai rovatát, a Városügyi bibliográfiát szerkesztette. 1955 és 1961 között a Magyar Nemzeti Bibliográfia felelős, illetve főszerkesztője volt.

## Főbb művei
- Egyetemes Tizedes Osztályozás. A nemzetközi táblázatok hivatalos magyar kivonata (Szerk., Budapest, 1958)
- A könyvtári osztályozás újabb kérdései, különös tekintettel a tizedes rendszer fejlődésére (Budapest, 1959, 1961)